# 花城街道 (广州市)
花城街道，是中华人民共和国广东省广州市花都区下辖的一个街道办事处，位於花都區中部，于2014年1月设立，是中共花都區委和花都区政府驻地。
2013年12月2日，广东省民政厅批复同意广州市调整花都区部分行政区划，设立花城街道办事处，管辖原新华街道的大华村、三东村、公益村、百合社区、桂花社区、梅花社区、紫薇西社区和原狮岭镇的罗仙村、杨一村、杨二村、石岗村、东边村、长岗村，总面积26.56平方公里。花城街道办事处驻紫薇路50号。

## 行政区划
花城街道下辖以下地区：
梅花社区、桂花社区、百合社区、紫薇西社区、紫荆社区、紫荷社区、兰花社区、牡丹社区、杜鹃社区、大华村、三东村、公益村、罗仙村、杨一村、杨二村、石岗村、东边村和长岗村。